# Orel Dgani
Orel Dgani (hebrejsky אוראל דגני; narozen 8. ledna 1989, Pardes Chana-Karkur, Izrael) je izraelský fotbalový obránce a reprezentant, od roku 2016 hráč klubu Hapoel Tel Aviv.

## Klubová kariéra
- Maccabi Netanya (mládež)
- Maccabi Netanya 2008–2011
- Makabi Haifa 2011–2016
- →  Hapoel Tel Aviv (hostování) 2013–2014
- Hapoel Tel Aviv 2016–

## Reprezentační kariéra
Orel Dgani reprezentoval Izrael v mládežnické kategorii U21.
V A-mužstvu Izraele debutoval 17. 11. 2010 v přátelském zápase v Tel Avivu proti reprezentaci Islandu (výhra 3:2).